# 司馬江南
司馬 江南（しば こうなん、生没年不詳）とは、江戸時代の浮世絵師。

## 来歴
師系不明、司馬江漢の門人かともいわれるが定かではない。江南、江南司馬伋と称す。名は「伋」かとされる。作画期は文化から文政の頃にかけてで読本、狂歌本の挿絵などを手掛けており、泥絵も描いたという。

## 作品
- 『天羽衣』　読本　※六樹園作、文化5年（1808年）刊行
- 『職人尽狂歌合』　狂歌本　※文化5年跋。魚屋北渓との共画
- 『三十六人狂歌合』　狂歌本　※六樹園撰、文政年間
- 「喫煙遊女図」　紙本墨画　熊本県立美術館所蔵　※「大日本東都　江南司馬伋寫」の落款、「司馬」と印文不明の白文上下一対半円印二顆あり。絵の上部に「全盛の　君あれはこそ　此里の　花もよし原　月もよし原　蜀山人」という賛を接いで一幅としているが、絵と同質の紙ではなく本来一具のものかは不明。